# Anomophysis modesta
Anomophysis modesta là một loài bọ cánh cứng trong họ Cerambycidae.